# 细鱼篮螺
细鱼篮螺（学名：Nassaria gracilis），是新腹足目峨螺科鱼篮螺属的一种。其种加词来源于拉丁文“gracilis”，意为“纤细的”。
主要分布于中国大陆，常栖息在潮下带。